# Markwart III.
Markwart III. von Eppenstein († vor 13. April 1000) war ab 970 Markgraf der Kärntner Mark an der Mur. Des Weiteren war er Graf von Eppenstein, Graf im Viehbachgau und im Mürztal.

## Leben
Er war der Sohn des Grafen Markwart II. von Viehbach.
Um das Jahr 970 fand eine Doppelhochzeit statt: Markwart heiratete Hadamud/Hadamudis/Hadamuod, Tochter Adalberos I. von Ebersberg; Markwarts Schwester Richarda/Richgard ehelichte Udalrich/Ulrich, Bruder Hadamuds.
Dadurch war Markwart der Sippe der Ebersberger eng verbunden, welche bereits unter Kaiser Arnulf von Kärnten mit Ratold († 919) einen Kärntner Grenzgrafen gestellt hatte.
In Pavia findet sich eine Schenkungsnotiz von 970, nach der Kaiser Otto I. in der Grafschaft seines Markgrafen Markwart im Ostland gelegene Güter, nämlich einen Hof bei Uduleniduor (slaw.; deutsch: Nidrinhof, heute Frauental an der Laßnitz) mit 50 Königshufen nach freier Wahl, den angrenzenden Susil/Sausal-Wald, die Stadt Zuib/Sulm/Altenmarkt und die daneben liegende Ortschaft Lipnizza/Leibnitz dem Erzbischof Friedrich I. von Salzburg schenkt.

## Nachkommen
- Adalbero, † 1039, Herzog von Kärnten
- Eberhard, † nach 1039, Graf an der Isar
- Ernst
- Ulrich(?)

## Verschiedenes
- Markwart wurde neben „marchio“ auch „preses de Carinthia“ genannt.
- Weitere Namensformen: Markward, Marahvuart, Marahuvart, Marahuuart, Marquart.